# Cordillera Negra
La Cordillera Negra (quechua ancashino: Yana Walla)[cita requerida] es parte de la Cordillera Occidental, una de las tres cadenas montañosas en los Andes del centro oeste de Perú. Se encuentra casi en su totalidad dentro de la Región Ancash.
La cordillera se extiende sobre un área de unos 230 km de largo y de 25 a 40 km de ancho, extendiéndose en una dirección NNW-SSE paralela a la costa del Pacífico, su cresta está a unos 60 km de la costa. Es parte de la cordillera de los Andes que limita hacia el interior con la Costa, la estrecha franja de desiertos costeros a lo largo de la costa de América del Sur. En el norte y este la cordillera está bordeada por el río Santa que cruza la cordillera costera a 8 ° 45 'S y corre paralelo a la Cordillera Negra en casi toda su longitud. En el sur, la cordillera está bordeada por el río Pativilca a 10 ° 30 '. En la parte central de la sierra cerca de Huaraz, el río Casma rompe la cresta de la sierra.
La Cordillera Negra tiene picos rocosos con muy pocas nevadas invernales. Los barrancos de la Cordillera Negra son lóbregos y oscuros. La mayoría están secos o su flujo es escaso.
El río Santa separa la Cordillera Negra de la Cordillera Blanca, una cadena nevada que se eleva hasta 6.768 m en el este casi paralela a ella. La mayor parte del año no tiene nieve aunque alcanza los 5.181 m en sus partes más altas. Intercepta el calor del Océano Pacífico, provocando que la línea de nieve perpetua se hunda tan bajo como 5.100 m en la Cordillera Blanca.
Hoy en día, la Cordillera Negra está escasamente habitada por una población principalmente quechua que cultiva trigo, maíz y avena a una altura muy por encima de los 4.000 m. La cordillera es rica en recursos minerales como oro, plata y cobre.

## Recorrido
Se inicia en Conococha (4.080 m s. n. m., a 370 km de Lima) y termina en el Cañón del Pato (1.800 m s. n. m., a 520 km de Lima).

## El Callejón de Huaylas
La cordillera Negra conjuntamente con la cordillera Blanca, conforman el denominado Callejón de Huaylas por donde discurre el río Santa de sur a norte, para luego cortar a la CN en la zona de Huallanca. Al final del Callejón de Huaylas, se produce un estrechamiento entre ambas cordilleras formando el portentoso cañón del Pato.

## Arqueología

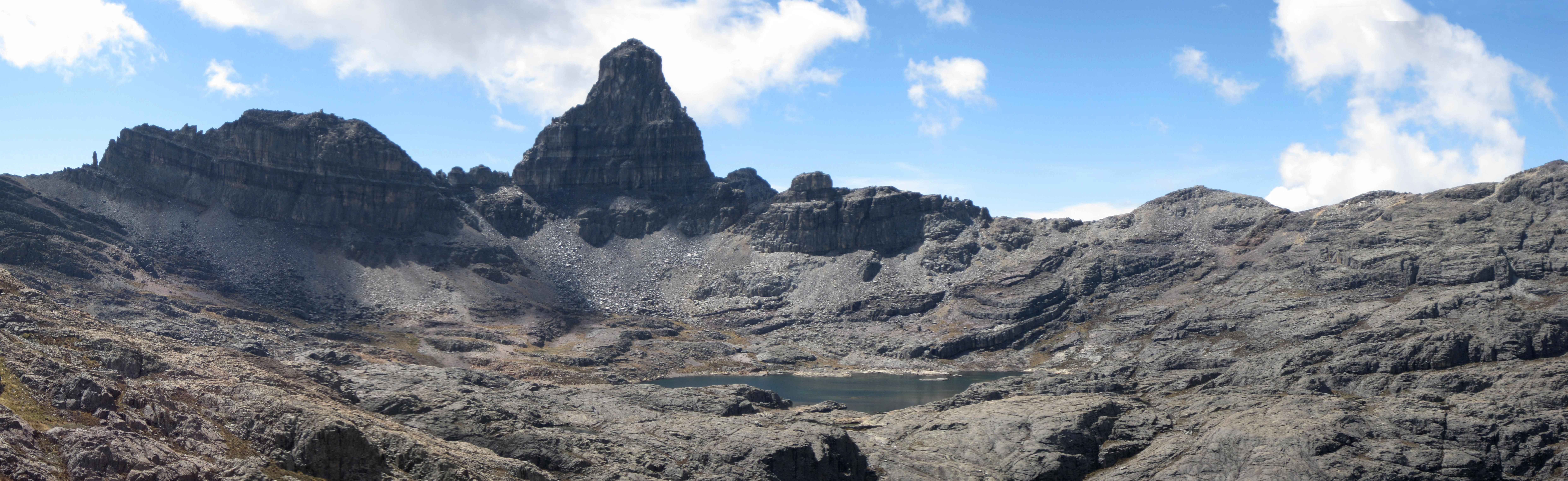
Cima y laguna Pintadacocha, es una hondonada de origen volcánico a más de 4800 m de altitud. La roca desnuda predomina en el paisaje aumentando la belleza y la índole soledosa de este singular paraje (2010).

En la provincia de Yungay (Distrito de Shupluy, aproximadamente en el km 455, a 2.580 m s. n. m.), en la cordillera Negra, está localizada la denominada Cueva del Guitarrero donde el antropólogo estadounidense Thomas Lynch descubrió en el año 1969 vestigios culturales muy antiguos entre 10.950 y 10.230 a. C. (muestra GX 1859), por lo que este lugar es considerado como "uno de los grandes testimonios del origen de la agricultura en América".
Las muestras de frijol y de ají encontrados en la cueva del Guitarrero tienen sus progenitores silvestres en las vertientes orientales de los Andes, lo que hace suponer que los antiguos habitantes de la Provincia de Yungay, Perú, recorrieron hace miles de años el eje transversal de los departamentos de Ancash, Huánuco y norte de Lima, dando origen primero al hombre de Lauricocha (8.000 a. C.) y después a los pueblos de Caral (3.500 a. C.), Kotosh (1.800 a. C.), Chavín de Huántar (1.500 a. C.), Sechín (1.000 a. C.) y otros pueblos.

## Recursos naturales
También en la cordillera Negra está localizada la mina de oro de la "Compañía Minera Barrick Misquichilca", la que inició sus actividades en Perú en el año 1994, en las alturas de Jangas, provincia de Huaraz.

## Ciudades en la cordillera
Las ciudades más importantes que existen en la cordillera Negra son: Recuay, Ticapampa, Huanchay, Coris, Huellac, Huarhuacoto, Aija, Shupluy, Cascapara, Primorpampa, San Damian, Yaután, Quillo, Huaylas, Santo Toribio, Pueblo Libre, Mato, Huata, Pamparomás, Jimbe y Macate.

## Enlaces
- Negra Fotos en panoramio

- Datos: Q1132260
- Multimedia: Cordillera Negra / Q1132260